# 宾州车站三明治
宾州车站三明治（英語：Penn Station East Coast Subs），全称宾州车站东海岸三明治，是美国一家休闲快餐店连锁店，特色为现烤潜艇三明治、现切炸薯条和手工榨柠檬水。成立于1985年，得名于美国东海岸各大城市中的宾夕法尼亚车站。

## 历史
1983年，其创始人Jeff Osterfeld在俄亥俄州代顿的一家购物中心里开设了一家名为“Jeffrey's Delicatessen”的餐厅。之后其在费城的旅行中，被費城牛肉芝士三明治所吸引，并开始在自家餐厅里贩卖类似的三明治。1985年，Jeff Osterfeld在俄亥俄州辛辛那提开设了第一家名为“宾州车站”的餐厅。
店主Jeff Osterfeld将取店名为“宾州车站”，这是一个美国东海岸各大城市中的知名地名，从而向美国中西部的顾客强调该店“东海岸”的特色。
1988年，宾州车站三明治餐厅开始推行连锁经营制。截至2021年底，该餐厅已经在美国14个州开设了310家连锁店，包括俄亥俄、佐治亚、伊利诺伊、印第安纳、堪萨斯、肯塔基、密歇根、密苏里、北卡罗来纳、宾夕法尼亚、南卡罗来纳、田纳西、弗吉尼亚和西弗吉尼亚等州。

## 食物
宾州车站三明治餐厅提供现烤和冷制潜艇三明治、现切炸薯条和手工榨柠檬水，现在还提供卷饼和沙拉。和传统的費城牛肉芝士三明治使用Cheez Whiz不同，该餐厅使用普罗沃洛内奶酪。
在点餐时，顾客可以选择制作方式（现烤或冷制），三明治类型和大小、面包类型等，还可以添加一些额外的馅料。餐厅采用开放式厨房，顾客可以看到整个制作流程。除了招牌的費城牛肉芝士三明治外，还提供鸡肉、火鸡肉、火腿、素食等各类三明治。